# Pierre Lhomme
Pierre Lhomme (Boulogne-Billancourt, 5 aprile 1930 – Arles, 4 luglio 2019) è stato un direttore della fotografia francese.

## Riconoscimenti
Premi BAFTA
- 1992: miglior fotografia - Cyrano de Bergerac

Festival di Cannes
- 1990: Gran Prix tecnico - Cyrano de Bergerac

Premi César
- 1989: migliore fotografia - Camille Claudel

- 1991: migliore fotografia - Cyrano de Bergerac

## Filmografia
- L'isola dei pirati (La Bigorne, caporal de France), regia di Robert Darène (1958)
- Saint Tropez Blues, regia di Marcel Moussy (1961)
- Gli amanti dell'isola (Le combat dans l'île), regia di Alain Cavalier (1962)
- Le joli mai, regia di Chris Marker (1963) - anche co-regia
- L'armata sul sofà (La vie de château), regia di Jean-Paul Rappeneau (1966)
- Tutti pazzi meno io (Le roi de coeur), regia di Philippe de Broca (1966)
- L'amore attraverso i secoli (Le plus vieux métier du monde) (1967) - episodio Anticipation, ou l'amour en l'an 2000, regia di Jean-Luc Godard
- Una notte per 5 rapine (Mise à sac), regia di Alain Cavalier (1967)
- L'assassino ha le ore contate (Coplan sauve sa peau), regia di Yves Boisset (1968)
- La Chamade, regia di Alain Cavalier (1968)
- Mr. Freedom, regia di William Klein (1969)
- L'armata degli eroi (L'armée des ombres), regia di Jean-Pierre Melville (1969)
- Le dernier homme, regia di Charles L. Bitsch (1970)
- Quattro notti di un sognatore (Quatre nuits d'un rêveur), regia di Robert Bresson (1971)
- Qualcuno dietro la porta (Quelqu'un derrière la porte), regia di Nicolas Gessner (1971)
- La coqueluche, regia di Christian-Paul Arrighi (1971)
- La tardona (La vieille fille), regia di Jean-Pierre Blanc (1972)
- Quello che già conosci del sesso e non prendi più sul serio (Sex-shop), regia di Claude Berri (1972)
- M comme Mathieu, regia di Jean-François Adam (1973)
- La maman et la putain, regia di Jean Eustache (1973)
- Se gli altri sparano... io che c'entro!? (Je sais rien, mais je dirai tout), regia di Pierre Richard (1973)
- Sweet Movie - Dolce film (Sweet Movie), regia di Dušan Makavejev (1974)
- La solitude du chanteur de fond, regia di Chris Marker (1974)
- Un'orchidea rosso sangue (La chair de l'orchidée), regia di Patrice Chéreau (1975)
- Prossima apertura casa di piacere (Le grand délire), regia di Dennis Berry (1975)
- Il mio uomo è un selvaggio (Le sauvage), regia di Jean-Paul Rappeneau (1975)
- L'ombre des châteaux, regia di Daniel Duval (1976)
- Gli aquiloni non muoiono in cielo (Dites-lui que je l'aime), regia di Claude Miller (1977)
- Les enfants du placard, regia di Benoît Jacquot (1977)
- L'état sauvage, regia di Francis Girod (1978)
- Judith Therpauve, regia di Patrice Chéreau (1978)
- Le Navire Night, regia di Marguerite Duras (1979)
- Retour à la bien-aimée, regia di Jean-François Adam (1979)
- La fille prodigue, regia di Jacques Doillon (1981)
- Quartet, regia di James Ivory (1981)
- Che cavolo mi combini papà?!! (Tout feu, tout flamme), regia di Jean-Paul Rappeneau (1982)
- Mia dolce assassina (La mortelle randonnée), regia di Claude Miller (1983)
- Le grand carnaval, regia di Alexandre Arcady (1983)
- Urgence, regia di Gilles Béhat (1985)
- Champagne amer, regia di Ridha Behi e Henri Vart (1986)
- My Little Girl, regia di Connie Kaiserman (1987)
- Maurice, regia di James Ivory (1987)
- Charlie Dingo, regia di Gilles Béhat (1987)
- Camille Claudel, regia di Bruno Nuytten (1988)
- Baptême, regia di René Féret (1989)
- Cyrano de Bergerac, regia di Jean-Paul Rappeneau (1990)
- Passioni violente (Homo Faber), regia di Volker Schlöndorff (1991)
- Promenades d'été, regia di René Féret (1992)
- Toxic Affair, regia di Philomène Esposito (1993)
- Dieu, que les femmes sont amoureuses..., regia di Magali Clément (1994)
- Jefferson in Paris, regia di James Ivory (1995)
- Mon homme, regia di Bertrand Blier (1996)
- Anna Oz, regia di Éric Rochant (1996)
- Les palmes de M. Schutz, regia di Claude Pinoteau (1997)
- Vite rubate (Voleur de vie), regia di Yves Angelo (1998)
- Cotton Mary, regia di Ismail Merchant (1999)
- Le Divorce - Americane a Parigi (Le Divorce), regia di James Ivory (2003)